# Сморигин, Евгений Михайлович
Евге́ний Миха́йлович Смори́гин (бел. Яўген Міхайлавіч Смарыгін; род. 28 января 1979, Минск, Белорусская ССР, СССР) — белорусский и украинский актёр, телеведущий, сценарист, продюсер.

## Биография
Родился 28 января 1979 года в Минске. Отец, Михаил Михайлович — водитель, мать, Людмила Георгиевна — воспитатель детского сада.
Учился в музыкальном лицее при Белорусской государственной консерватории, затем — в 130-й средней школе г. Минска, где и была организована команда КВН «ЧП» («ЧП» — школьное прозвище Евгения). Со временем команда стала профессиональной. Первое серьёзное выступление — 1997 год, игры Белорусского КВН. В сумме команда отыграла 3 сезона в Высшей лиге (2001, 2003, 2005 гг.), в 2005 году завоевала третье место в финале.
Заикается с трёхлетнего возраста, однако поступил в театральный институт (БГАИ, специальность — актёр оперетты).
После распада команды в 2007 году работает над различными белорусскими, украинскими и российскими телепроектами, в том числе в 2009—2010 годах был ведущим шоу «Україна має талант» в паре с Дмитрием Танковичем.
В 2013 году сыграл одну из главных ролей, царя Артёма Доброго, во 2 и 3 сезонах скетч-шоу Нереальная история на СТС. Исполнитель главной роли и соавтор сценария кинофильма «Приличные люди» (2015).
С 2015 года — участник проектов «Дизель Студио», таких как «Дизель шоу» и скетчком «На троих» («Дизель студио» — творческое объединение бывших участников украинских команд КВН «Дизель» и «Девчонки из Житомира», также в своё время участвовавших в Высшей лиге КВН). 
В настоящее время[какое?] живёт и работает в Киеве.
Родители проживали в Минске. Там же живёт брат.

## Личная жизнь
Жена — Лидия, дети — Алексей, Елизавета и Александр.

## Работа на телевидении
- 2007—2008 гг. Серия телевизионных концертов «Оранжевое настроение». Телеканал ОНТ (Беларусь)
- 2007—2010 гг. Серия телевизионных программ «Великолепная пятерка». Телеканал ОНТ" (Беларусь)
- 2009 г. Серия телевизионных программ «Рекламная пауза». Телеканал ОНТ (Беларусь) — ведущий
- 2009 г. Телевизионный проект «Україна має талант», Телеканал СТБ (Украина) — креативный продюсер
- 2009 г. Шоу «Смешные люди». Телеканал СТБ (Украина) — ведущий.
- 2010 г. Телевизионный проект «Україна має талант-2. Второй шанс». Телеканал СТБ (Украина) — ведущий
- 2014 г. Телевизионное юмористическое шоу «Это смешно» («Россия-1») — участник
- 2014 г. Телевизионное юмористическое шоу «Организация определённых наций» (РЕН ТВ) — участник
- 2015 — по настоящее[какое?] время. «Дизель-шоу»[10]. Телеканал «ICTV» (Украина)
- 2017 г. Юмористическое талант-шоу «Комик на миллион» — член жюри. Телеканал «ICTV» (Украина)
- 2018 г. «Папаньки» — актёр. Телеканал «ICTV» (Украина)
- 2021 г. Участник украинской версии шоу «Маска» в образе Жабы. Телеканал «Украина».

В 2007 году вместе с Дмитрием Танковичем и Виктором Медведским из команды КВН «ЧП» участвовал в программе «Хорошие шутки» на СТС.
Дважды участвовал в шоу импровизации «Слава Богу, ты пришёл!» и в 2007 году стал обладателем главного приза передачи.

## Фильмография
— главная роль

| Год  |   | Название           | Роль            |
| ---- | - | ------------------ | --------------- |
| 2009 | с | Теоретики          | Коля Синус      |
| 2011 | ф | Одуванчик          | уборщик         |
| 2011 | с | Три сестры         | различные роли  |
| 2012 | с | Дневник беременной | Лёня            |
| 2013 | с | Нереальная история | Артём Добрый    |
| 2013 | ф | Полярный рейс      | очкарик-скрипач |
| 2014 | с | Брат за брата 3    | нотариус Климов |
| 2014 | ф | Мамы 3             | Максим          |
| 2014 | с | Пока станица спит  | казак           |
| 2015 | ф | Приличные люди     | учитель         |
| 2015 | с | На троих           | различные роли  |
| 2016 | с | Отель Элеон        | бармен Женя     |
| 2018 | с | Папаньки           | главная роль    |

## Телевизионные награды
- 2009 г. — телевизионная премия «Телевершина» (Беларусь) в номинации «Лучший ведущий музыкально-развлекательной программы»[13].

## Съёмки в клипах
- MMDance — Мой Босс (2011)